# The Feeling
The Feeling är ett Britaward-nominerat band från Horsham, Sussex och London, England. Gruppen består av fem medlemmar; Dan Gillespie Sells (sång och gitarr), Richard Jones (basgitarr och sång), Kevin Jeremiah (gitarr och sång), Ciaran Jeremiah (keyboard) och Paul Stewart (trummor). De spelar gitarrbaserad "soft rock" men beskriver själva sin musik som pop. The Feelings sound har jämförts med ett antal artister inclusive Supertramp, 10cc, The Bluetones, Electric Light Orchestra och Elton John. Gruppen är döpt efter en liten bar i Paris.
The Feelings första singel, "Sewn", hamnade på Storbritanniens Top 10 i mars 2006 och var en av årets mest spelade låtar i brittisk radio. Debutalbumet Twelve Stops and Home släpptes i Storbritannien i juni 2006 och i USA i februari 2007. De turnerade i Storbritannien under slutet av 2006 och början av 2007 med spelningar i bland annat Brighton, Bournemouth, Glasgow, Cambridge, Newcastle upon Tyne, Cardiff, Belfast, Bristol, Birmingham, Nottingham, Manchester och London. De var också förband vid Razorlights turné under 2006. 
Basisten Richard Jones är gift med popstjärnan Sophie Ellis-Bextor.

## Diskografi
Studioalbum
- 2006 – Twelve Stops and Home
- 2008 – Join With Us
- 2011 – Together We Were Made
- 2013 – Boy Cried Wolf

Samlingsalbum
- 2011 – Singles (2006-2011)

EPs
- 2006 – Four Stops and Home

Singlar (topp 100 på UK Singles Chart)
- 2006 – "Sewn" (#7)
- 2006 – "Fill My Little World" (#10)
- 2006 – "Never Be Lonely" (#9)
- 2006 – "Love It When You Call" (#18)
- 2007 – "Rosé" (#38)
- 2008 – "I Thought It Was Over" (#9)
- 2008 – "Without You" (#53)
- 2008 – "Turn It Up" (#67)
- 2008 – "Join with Us" (#87)